# پیترو مارتینلی
پیترو مارتینلی (ایتالیایی: Pietro Martinelli؛ زادهٔ) دوچرخه‌سوار اهل ایتالیا است. وی در بازی‌های المپیک تابستانی ۱۹۲۰ شرکت کرده است.